# Герб Мальтийского ордена
Герб Суверенного Военного Мальтийского Ордена — наряду с флагом и гимном — является официальным символом Мальтийского ордена.

## Описание
Герб Ордена представляет собой щит, в червлёном поле которого серебряный крест. Позади щита — мальтийский крест того же металла, щит окружён цепью великого магистра и обрамлён орденскими знамёнами. Чёрная, украшенная золотом и подбитая горностаем мантия увенчана короной великого магистра.

## Эмблема рабочих организаций Ордена
Эта эмблема является символом медицинской и гуманитарной деятельности Мальтийского Ордена во всем мире. Она представляет собой червлёный щит с серебряным мальтийским крестом и узкой внутренней каймой того же металла.

## Герб 79-го князя и великого магистраМэтью Фестинга

В четырёхчастном щите герб великого магистра в первой и четвёртой частях в червленом поле серебряный крест, во второй и третьей — в лазоревом поле золотой орёл, обременённый чёрными горностаевыми хвостиками без числа, между тремя серебряными башнями.